# Ataenius exiguus
Ataenius exiguus är en skalbaggsart som beskrevs av Brown 1932. Ataenius exiguus ingår i släktet Ataenius och familjen Aphodiidae. Inga underarter finns listade.